# Heemstede
Heemstede (phát âmⓘ) là một đô thị ở Hà Lan, trong tỉnh Noord-Holland.

## Chính quyền địa phương

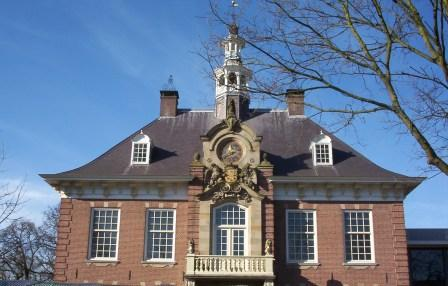
Tòa thị chính Heemstede

Hội đồng đô thị Heemstede bao gồm 21 ghế, được chia ra như sau:
- VVD - 6 ghế
- CDA - 4 ghế
- PvdA - 4 ghế
- GroenLinks - 3 ghế
- Heemsteeds Burger Belang HBB - 2 ghế
- D66 - 1 ghế
- Nieuw Heemstede - 1 ghế

## Nhân vật nổi tiếng sinh ởHeemstede
- Roepie Kruize (1925-1992) – tuyển thủ và huấn luyện viên hốc-ki
- Pieter Kooijmans (1933) – jurist and diplomat
- Joost Swarte (1947) – comic artist and graphical designer
- Johan Neeskens (1951) – cầu thủ và huấn luyện viên bóng đá
- Astrid Schulz (1939) – nữ người mẫu và nghệ sĩ
- Annemieke Fokke (1967) – tuyển thủ hoc-ki
- Inge Schrama (1985) – nữ nghệ sĩ